# مارتن سايدلر
مارتن سايدلر رجل أعمال سويسري مولود في فيينا ومستثمر في الإنترنت وشركات التكنولوجيا المالية. وقد قام بمعظم استثماراته في وسط أوروبا وغالبا يعمل من خلال شركة سنترال واي القابضة Centralway AG، وبعد ذلك من خلال مكتب عائلي يسمى سايدلر وشركاه.

## المسار المهني
ولد مارتن سايدلر في فيينا بالنمسا عام 1967.  ووالدته من سلوفاكيا و كان يتكلم اللغة السلوفاكية في المنزل. التحق بجامعة فيينا حيث درس الصحافة والعلوم السياسية.  ثم انتقل إلى برلين حيث أسس في عام 1997 موقع التوظيف Jobinteractive.com.  أصبحت واحدة من بوابات الوظائف الرئيسية في ألمانيا في عام 1998. ، والذي استحوذت عليه شركة بيشيم هولدينج سوازيلاند (BHS) في عام 1999.  وقامت BHS بدمجها مع مجموعة شركات أخرى لشركة واحدة تسمى سكاوت24 Scout24.  وبقي سايدلر في الشركة حتى عام 2001 تقريبًا. واستكشف لها فرص في وسط أوروبا حتى سحب امواله منها قبل انفجار فقاعة الإنترنت . 
استخدم سايدلر هذه الأموال، إلى جانب أموال من صندوق لوكسمبورغ يسمى Incubation Capital SARL كرأس مال لشركة الاستثمار سنترال واي ومقرها في زوغ بسويسرا وطورتها لتصبح واحدة من أكبر مجموعات شركات الإنترنت في وسط أوروبا.  التي كانت استراتيجيتها الاستثمارية هي الاستثمار في الشركات ناجحة لمؤسسين يقودون مجالهم وغالبا يقعوا في وسط أوروبا, و كان يساعدهم على النمو لمدة ثلاث إلى أربع سنوات ثم يبحث للخروج منها. كان معظم هذه المعاملات من الشركات الخاصة، وبالتالي فإن مصادر الاستثمار ومبالغ الأموال التي يتم إنفاقها وكسبها غير معروفة.  
رأى سعيدلر أن أسعار سوق شركات تكنولوجيا المعلومات في وسط أوروبا قد أصبح مبالغًا فيها، لذا قامت شركته ببيع معظم استثماراتها وتوقفت عن القيام باستثمارات جديدة هناك في عام 2011. وبدأت تبحث عن استثمارات داخل سويسرا في وقت كان هناك ارتفاع سوق الشركات الناشئة القائمة على الإنترنت هناك.  دخلت سنترال واي السوق السويسرية من خلال الاستحواذ على وكالة إنترنت تسمى نتفيشان Netvision وجعلها شركة تابعة لسنترال واي، والتي كانت تسمى بسنترال واي فاكتوري "Centralway Factory" وتهدف لتنمية للشركات.   تأسست شركة سنترال واي نامبرز Centralway Numbrs من برنامج تنمية الشركات في عام 2012 لإنشاء تطبيق خدمات مصرفية عبر الهاتف المحمول؛ وكان مؤسسها جوليان أرنولد.
في عام 2013، أنشأ سعيدلر صندوق رأس مال استثماري يسمى سنرترال واي فينشرز ومقره في سويسرا ولكنه يعمل من المملكة المتحدة. وقد قامت بالاستثمار في Buttercoin.  ثم تم إغلاق الصندوق في يناير 2018. 
في عام 2013 ، أسس سايدلر مكتب عائلي بأسم سايدلر وشركاه ويعمل من خلال ثلاثة أذرع؛ التي استثمرت في شركات التكنولوجيا المالية وصندوق استثماري وصندوق استثمار عقاري يعمل في سويسرا والنمسا والمجر.   واستثمر سايدلر في أعمال سنترالواي من خلال مكتب عائلته. 
تم عرض تطبيق نامبرز Numbrs والذي يجمع ما بين المعلومات المصرفية وبطاقات الائتمان في تطبيق واحد لمستخدميه و الذي عرض في مؤتمر التكنولوجيا المالية في عام 2013  ثم تم إطلاقه في ألمانيا عام 2014. و بدأت سنترال واي تركز على التكنولوجيا المالية.   وبحلول يناير 2017 قالت الشركة إن الناس قد أدخلوا حوالي 1.5 مليون حساب في تطبيق Numbrs. واستطاعت الشركة في جمع حوالي 125 مليون دولارا التي كانت مساهمها الأكبر مكتب عائلة سايدلر.    حتى جاء يونيو 2017 قررت الشركة خفض حوالي ثلث من قوتها العاملة.  
في عام 2015، بدأ سايدلر السفر إلى إسرائيل بحثًا عن مستثمرين وفرص استثمارية في قطاع تكنولوجيا المعلوماتوخاصة في مجال التكنولوجيا المالية. وتقاعد بوعز باراك الذي كان يعرفه من قطاع المصارف السويسرية وأصبح منسقًا لسايدلر في إسرائيل.   أصبحت المشكلات للمشاريع في تزايد ومعروفة بحلول عام 2017.  